# Socha svatého Jana Nepomuckého (Jáchymov)
Socha svatého Jana Nepomuckého stojí v horní části Jáchymova v okrese Karlovy Vary v prostoru mezi kostelem svatého Jáchyma a radnicí. 
Pískovcová barokní socha z roku 1730 je od ostrovského sochaře Zeidlera. Je vytvořena v asi 3/4 životní velikosti. Celková výška sochy i s podstavcem je čtyři metry. Původně socha stála u můstku přes Veseřici. Dnes je tento potok veden městem převážně v podzemí.
Svatý Jan Nepomucký je vytesán v podobě kněze, přičemž v levici drží na prsou krucifix a ten přidržuje pravou rukou. Kolem hlavy měl původně pět hvězd.